# Pekka Koskela
Pekka Koskela (Mänttä, 29 novembre 1982) è un pattinatore di velocità su ghiaccio finlandese.

## Palmarès

### Campionati mondiali di pattinaggio di velocità - Distanza singola
- 2 medaglie:
  - 2 bronzi (1000 m a Inzell 2005; 500 m a Heerenveen 2012).

### Campionati mondiali di pattinaggio di velocità - Sprint
- 2 medaglie:
  - 2 argenti (Hamar 2007; Salt Lake City 2013).

### Campionati europei
- 1 medaglia:
  - 1 argento (Sprint a squadre a Kolomna 2018);